# Ponikva
Ponikva is een plaats in Slovenië en maakt deel uit van de gemeente Šentjur pri Celju in de NUTS-3-regio Savinjska. De plaats telde 465 inwoners op 1 januari 2020.